# Distrito de Albula

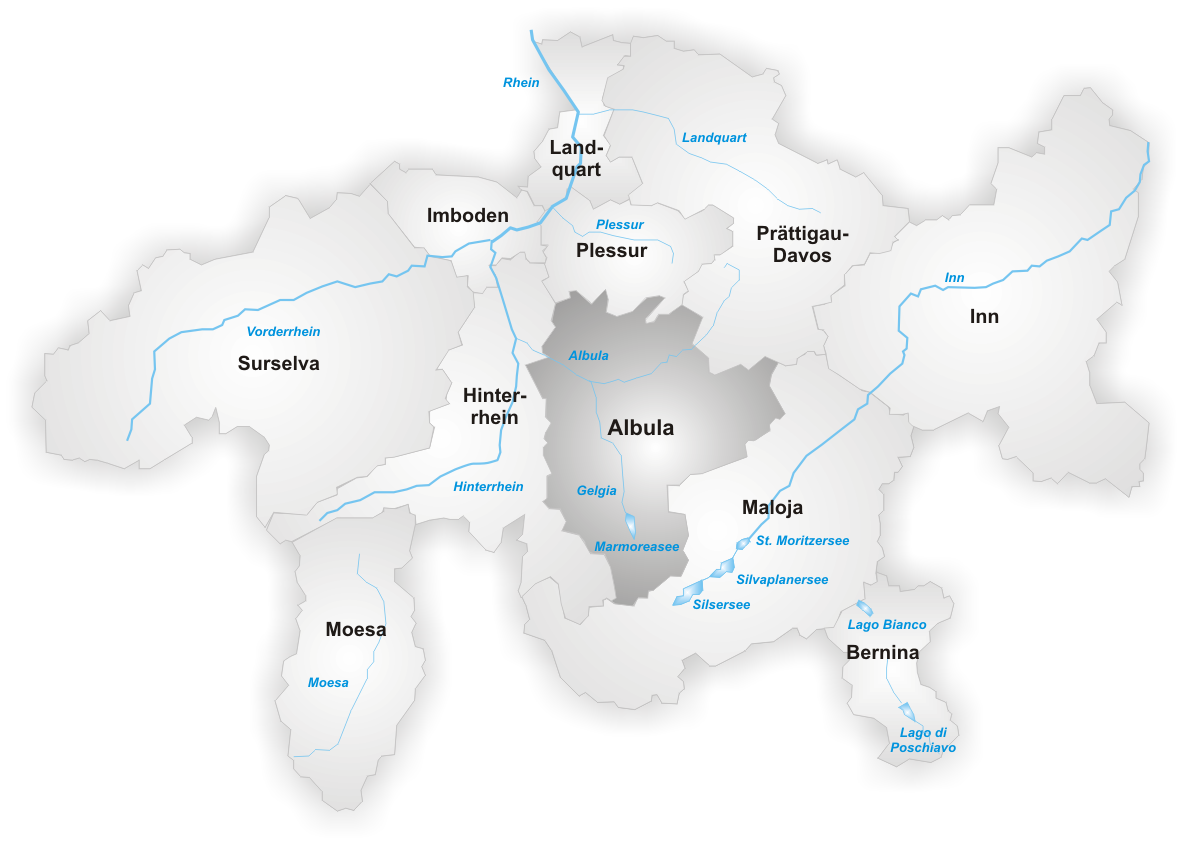
O antigo distrito de Albula

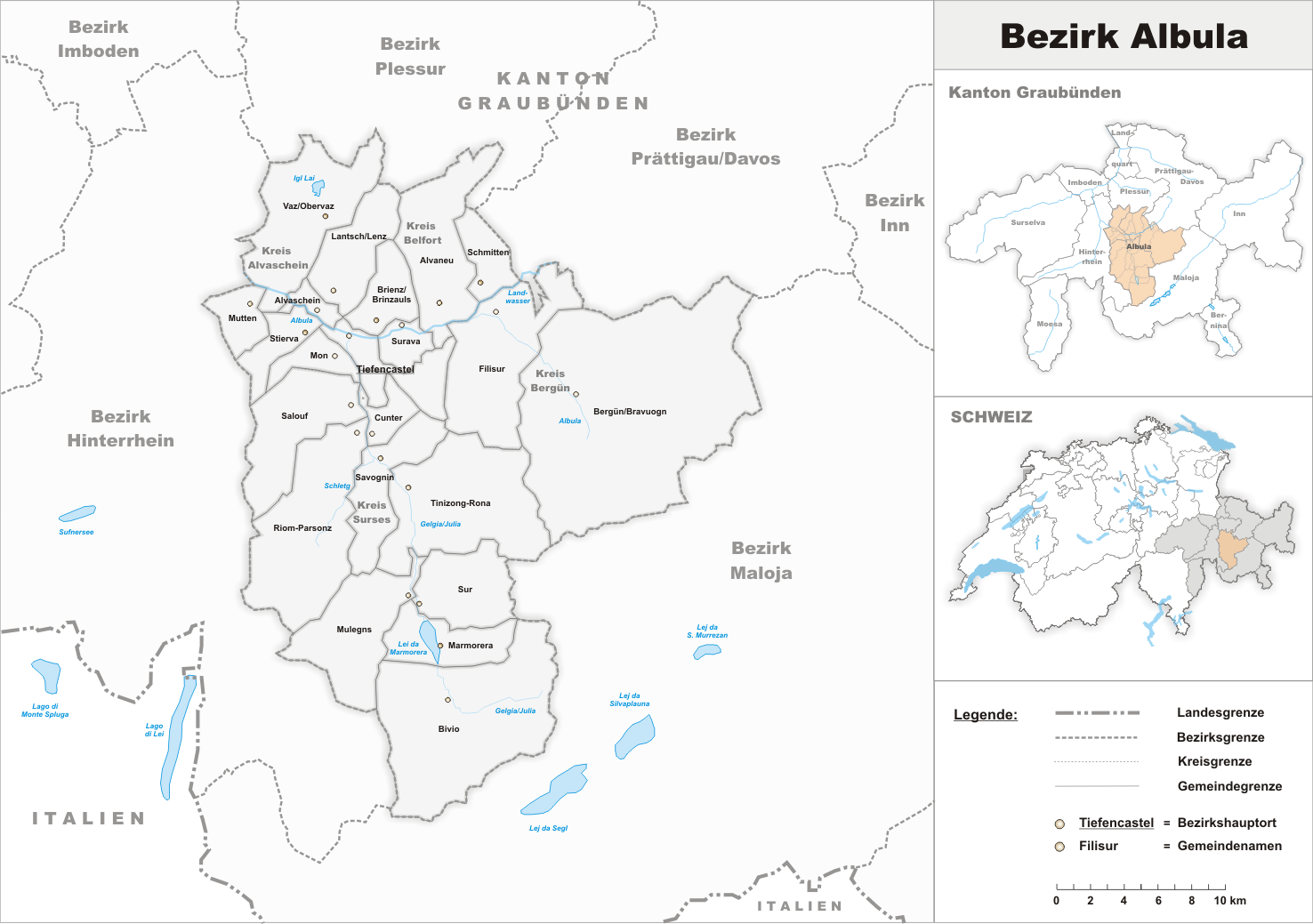
As comunas do antigo distrito

O distrito de Albula foi um dos 11 distritos do cantão de Grisões na Suíça. Tinha um área de 723,13 km² e uma população de 8.186 (em dezembro de 2009) .
Foi substituído pela Região de Albula em 1 de janeiro de 2016, que possui o mesmo território excluindo a comuna de Mutten (atual região de Viamala), como parte de uma reorganização territorial do Cantão.

## Antiga composição
Ele era formado por 22 comunas dividas em quatro círculos comunais (Kreis).

### Círculo comunal de Alvaschein
- Alvaschein
- Mon
- Mutten
- Stierva
- Tiefencastel
- Vaz/Obervaz

### Círculo comunal de Belfort
- Alvaneu
- Brienz/Brinzauls
- Lantsch/Lenz
- Schmitten
- Surava

### Círculo comunal de Bergün/Bravuogn
- Bergün/Bravuogn
- Filisur

### Círculo comunal de Surses
- Bivio
- Cunter
- Marmorera
- Mulegns
- Riom-Parsonz
- Salouf
- Savognin
- Sur
- Tinizong-Rona

## Línguas
As línguas oficiais do distrito eram o alemão e o romanche. Em Bivio, o italiano era a língua oficial (ao invés do alemão) junto com o romanche.
| Línguas do distrito de Albula, GR |            |             |
| Línguas                           | Censo 2000 | Censo 2000  |
| Línguas                           | Número     | Porcentagem |
| Alemão                            | 5,646      | 66.3 %      |
| Romanche                          | 2,163      | 25.4 %      |
| Italiano                          | 263        | 3.1 %       |
| TOTAL                             | 8,514      | 100 %       |